# Karratha
Karratha är en stad i Australien utmed Western Australias nordvästra kust. Staden fick sitt namn från det aboriginska ordet "Karratha" som betyder ungefär "bra land" eller "bördig/mjuk jord". Man byggde Karratha på 1960-talet för att arbetarna i områdets järngruvor behövde bostäder.